# Elvir Ibišević
Elvir Ibišević (Tuzla, 10 febbraio 1998) è un ex calciatore bosniaco con cittadinanza statunitense, di ruolo attaccante.

## Biografia
È cugino di Vedad Ibišević, anch'egli calciatore. È nato in Bosnia ed Erzegovina a Tuzla nel 1998 ma all'età di 2 anni si è trasferito con la famiglia negli Stati Uniti d'America ed è cresciuto a Johnston in Iowa.

## Carriera
Dopo aver disputato 2 partite con la nazionale Under-17 degli Stati Uniti, ha debuttato con la nazionale maggiore il 29 gennaio 2018 nell'amichevole pareggiata 0-0 contro gli Stati Uniti, rilevando all'84º minuto Luka Menalo.

## Statistiche

### Cronologia presenze e reti in nazionale
| Cronologia completa delle presenze e delle reti in nazionale ― Bosnia ed Erzegovina | Cronologia completa delle presenze e delle reti in nazionale ― Bosnia ed Erzegovina | Cronologia completa delle presenze e delle reti in nazionale ― Bosnia ed Erzegovina | Cronologia completa delle presenze e delle reti in nazionale ― Bosnia ed Erzegovina | Cronologia completa delle presenze e delle reti in nazionale ― Bosnia ed Erzegovina | Cronologia completa delle presenze e delle reti in nazionale ― Bosnia ed Erzegovina | Cronologia completa delle presenze e delle reti in nazionale ― Bosnia ed Erzegovina | Cronologia completa delle presenze e delle reti in nazionale ― Bosnia ed Erzegovina |
| Data                                                                                | Città                                                                               | In casa                                                                             | Risultato                                                                           | Ospiti                                                                              | Competizione                                                                        | Reti                                                                                | Note                                                                                |
| ----------------------------------------------------------------------------------- | ----------------------------------------------------------------------------------- | ----------------------------------------------------------------------------------- | ----------------------------------------------------------------------------------- | ----------------------------------------------------------------------------------- | ----------------------------------------------------------------------------------- | ----------------------------------------------------------------------------------- | ----------------------------------------------------------------------------------- |
| 28-1-2018                                                                           | Carson                                                                              | Stati Uniti                                                                         | 0 – 0                                                                               | Bosnia ed Erzegovina                                                                | Amichevole                                                                          | -                                                                                   | 84’                                                                                 |
| Totale                                                                              |                                                                                     | Presenze                                                                            | 1                                                                                   |                                                                                     | Reti                                                                                | 0                                                                                   |                                                                                     |